# Miguel Salcedo
Miguel Salcedo Bueno fue un futbolista mexicano que jugaba en la posición de defensa lateral derecho. Jugó para el Club Deportivo Guadalajara de 1945 a 1951, totalizando 61 partidos en Primera División. Su inició como futbolista se dio en el amateurismo con el Club Deportivo Río Grande.

## Clubes
| Club        | País   | Año         |
| ----------- | ------ | ----------- |
| Guadalajara | México | 1945 - 1951 |